# エスタディオ・ホセ・パチェンチョ・ロメロ
エスタディオ・ホセ・パチェンチョ・ロメロ（Estadio José Encarnación Romero）はベネズエラのマラカイボに位置する多目的スタジアム。

## 概要
スタジアムは1970年に開催されたボリバリアンゲームズ開催準備のためにオープン。スタジアム周辺には体育館やエスタディオ・ルイス・アパリシオ・エル・グランデが存在する。
1998年の中央アメリカ・カリブ海競技大会、2007年コパ・アメリカ決勝のブラジルVSアルゼンチンなど5試合が開催された。